# Heliport Niaqornat

i7
i11
i13
Der Heliport Niaqornat (ICAO-Code: BGNT) ist ein Hubschrauberlandeplatz in Niaqornat im nordwestlichen Grönland. Da er kein Abfertigungsgebäude besitzt, wird der Heliport auch als Helistop bezeichnet.

## Lage und Ausstattung
Der Heliport liegt 300 m östlich des Dorfs, liegt auf einer Höhe von 10 Fuß und hat eine mit Steinen bedeckte 30 × 20 m große rechteckige Landefläche.

## Fluggesellschaften und Ziele
Der Heliport wird von Air Greenland bedient, welche regelmäßige Flüge zum Heliport Uummannaq anbietet. Von dort aus kann der Flughafen Qaarsut erreicht werden.